# Förloppsindikator

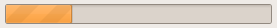
Förloppsindikator i skrivbordsmiljön Gnome.

En förloppsindikator är en detalj i en dators användargränssnitt som visar hur mycket av en process som är genomförd. Den används för bland annat nedladdning och installation.